# Frosthub

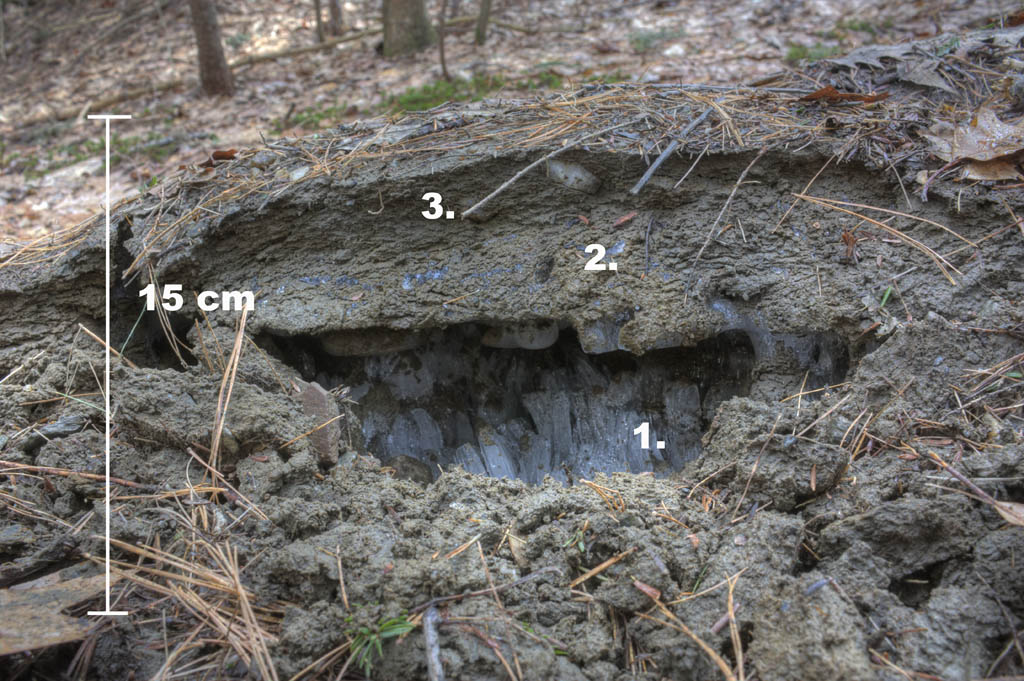
Querschnitt eines Bodens mit Frosthub von 15 Zentimetern, unten eine große Eislinse aus Kammeis (1), darüber gefrorener Boden mit weiterem Segregationseis in Form kleinerer Eislinsen (2), oben der aufgetaute Boden (3). Aufgenommen im Frühling in Norwich im US-Bundesstaat Vermont.

Frosthub (auch Frosthebung) bezeichnet die Anhebung des Untergrunds durch Eisbildung bei anhaltendem Bodenfrost in einem frostanfälligen Boden. Die etwa neunprozentige Volumenzunahme gefrierenden Wassers ist dabei nicht, wie gemeinhin angenommen, die entscheidende Ursache. Ausschlaggebend ist vielmehr, dass durch thermodynamische Prozesse in Verbindung mit Kapillareffekten, Porenwasser des Bodens in Richtung der Gefrierfront verlagert wird – also in der Regel nach oben – und sich in gefrorenem Zustand sammelt, meist in Form von Eislinsen oder Kammeis. 
Dass nicht die Volumenzunahme gefrierenden Wassers für diesen Effekt ausschlaggebend ist, wurde von Stephen Taber (1882–1963), Direktor des Geologischen Instituts der University of South Carolina, nachgewiesen. Er widmete sich seit Ende der 1920er-Jahre diesem Phänomen und konnte nachweisen, dass Frosthub auch in einem mit Benzol getränkten Boden auftritt, also mittels einer Substanz, deren Volumen beim Gefrieren abnimmt.
Wenn die Gefrierfront sich nicht parallel zur Bodenoberfläche ausbreitet, kann dieser Effekt auch seitlich wirken. Es wird dann auch von Frostschub gesprochen. Frostschub ist dafür verantwortlich, dass Stützwände und Futtermauern sich im Laufe der Zeit nach vorne neigen, wenn sich dahinter ausreichend feuchter und frostanfälliger Boden befindet. Eine größere Einbindetiefe und Neigung sowie eine rückseitige Drainage können dem entgegenwirken.
Das sich im Boden bei Frosthub bildende Eis, welches das Porenvolumen übersteigt, wird als Segregationseis bezeichnet. Durch mehrmaliges Gefrieren und Auftauen können durch Frosthub Steine und andere größere im Boden befindliche Objekte an die Oberfläche befördert werden. Dieser Effekt wird Auffrieren genannt.
Begünstigt wird Frosthub durch einen hohen Grundwasserspiegel, eine geringe Auflast, eine niedrige Gefrierrate sowie eine Frostanfälligkeit des Bodens. Frostanfällige Böden sind typischerweise feinporig und weisen eine geringe Permeabilität auf.